# ジャーマンタウン (テネシー州)
ジャーマンタウン（Germantown）は、アメリカ合衆国テネシー州のシェルビー郡にある都市。人口は4万1333人（2020年）。メンフィスの東に位置する郊外都市である。

## 概要
名称が示す通り初期の入植者にはドイツ人が多かったが、現在は文化的モザイク化が進行しておりドイツ系は少数派である。しかし、ドイツ文化を残す取り組みは活発に行われている。伝統的に馬の飼育牧場が多く、乗馬イベントが定期的に開催される。

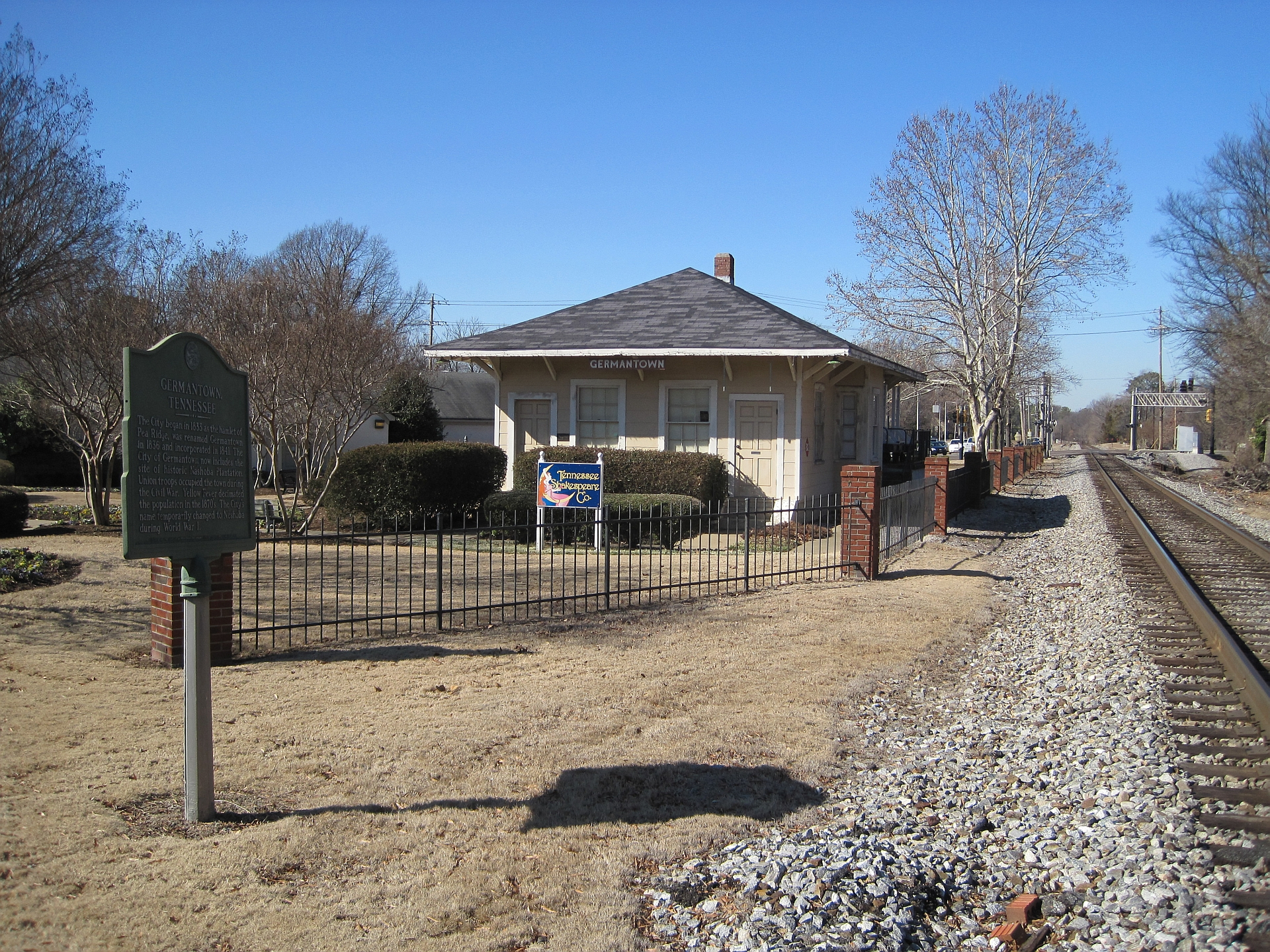
ジャーマンタウン駅

## 著名な人々
ジャーマンタウン出身、在住あるいはかつて住んでいた著名人
- ボビー・ブランド, ブルース歌手
- マット・ケイン, 元プロ野球選手（投手、サンフランシスコ・ジャイアンツ）
- ジョン・デーリー, プロゴルファー [3]
- マルク・ガソル, スペイン出身の元プロバスケットボール選手
- ライオネル・ホリンズ, 元バスケットボール選手で指導者[4]
- オリヴィア・ホルト, 女優
- ティム・ハワード, プロサッカー選手（GK）[5]
- ポール・マホーム, 元プロ野球選手（投手）
- ボブ・メルビン, 元プロ野球選手（捕手）、監督
- ドン・ニックス, ミュージシャン、ソングライター、プロデューサー [6]
- ミッシー・パイル, 女優
- エリオット・ペリー, 元プロバスケットボール選手
- ベン・スピーズ, オートバイレーサー[7]
- マイケル・スターン, 指揮者
- ジョー・サイズマン, アメリカンフットボールの元選手・評論家・企業スポークスマン・レストラン経営者[8]
- ジュリアン・ベイカー, 歌手、ミュージシャン
- フィル・アーウィン, 元プロ野球選手（投手）[9]